# Myrmicaria arachnoides
Myrmicaria arachnoides är en myrart som först beskrevs av Smith 1857.  Myrmicaria arachnoides ingår i släktet Myrmicaria och familjen myror.

## Underarter
Arten delas in i följande underarter:
- M. a. adpressipilosa
- M. a. arachnoides
- M. a. latinoda
- M. a. lutea
- M. a. luteiventris